# François-Louis-Charles de Foucault
Pour les articles homonymes, voir Famille de Foucauld et Foucault.
François-Louis-Charles, marquis de Foucault (17 octobre 1778, La Flèche - 19 juin 1873, La Flèche), est un administrateur et homme politique français.

## Biographie
Fils de François-Joseph, marquis de Foucault, baron d'Alligny, seigneur d'Insèches, etc., colonel commandant du régiment mestre-de-camp-général-dragons, chevalier de l'ordre de Saint-Louis, et de Marie-Augustine-Victoire Pihéry, il accompagna, en 1790, son père en émigration, et y épousa, quelques années plus tard, la fille du marquis de Soudeilles, colonel au Royal dragons, lui aussi émigré. 
Revenu en France sous le Consulat, il entra, en 1806, dans l'administration des finances, comme payeur des armées, sous les auspices du baron de La Bouillerie, qui, en 1807, épousa sa sœur. Inspecteur des finances au moment des Cent-Jours, il rejoignit le roi Louis XVIII à Gand, et fut nommé le 26 août 1815, à la seconde Restauration, sous-préfet d'Ancenis. Cette fonction lui ayant été retirée par le Gouvernement Decazes en 1819, Foucault se présenta aux élections suivantes à la Chambre des députés, et fut élu, le 1er octobre 1821, dans le 3e arrondissement électoral de la Loire-Inférieure. Son mandat lui fut renouvelé, dans la même circonscription, aux élections du 26 février 1824. 
Sa compétence en matière de finances le fit entrer à diverses reprises dans la commission du budget. Il parut plusieurs fois à la tribune en cette qualité, et parla, notamment en 1822, sur le règlement des comptes de 1820, en 1825 sur l'apurement des comptes de 1823, en 1823 et en 1825 sur les budgets de 1824 et de 1826. Il fut en outre membre et souvent rapporteur de la commission des pétitions, membre et secrétaire de la commission du Code forestier, où l'utilité de sa collaboration fut attestée par le rapport lui-même, et au nom de laquelle il prit part, en 1827, à la discussion des articles. Foucault se représenta inutilement aux élections générales de novembre 1827. 
Ses opinions ardemment royalistes l'empêchèrent, à la révolution de Juillet, de rentrer dans la vie parlementaire. Ses fils, officiers dans les armées de terre et de mer, obéirent à ses inspirations en donnant leur démission à la même époque.

## Sources
- Jean-Baptiste-Pierre Jullien de Courcelles, Histoire généalogique et héraldique des pairs de France : des grands dignitaires de la couronne, des principales familles nobles du royaume et des maisons princières de l'Europe, précédée de la généalogie de la maison de France, 1828
- « François-Louis-Charles de Foucault », dans Adolphe Robert et Gaston Cougny, Dictionnaire des parlementaires français, Edgar Bourloton, 1889-1891 [détail de l’édition]